# Carl-Heinz Kliemann
Carl-Heinz Kliemann (* 8. Juni 1924 in Berlin; † 12. April 2016 ebenda) war ein deutscher Maler, Grafiker und Collagekünstler.

## Leben
Von 1945 bis 1947 war Kliemann Schüler von Max Kaus, ab 1947 von Karl Schmidt-Rottluff. Im Jahr 1966 wurde er an die TH Karlsruhe auf den Lehrstuhl für Malerei und Grafik berufen, wo er 12 Jahre lang eine Lehrtätigkeit ausübte. Von 1983 bis 2000 arbeitete er in seinem Atelier in Gräfelfing bei München, danach verlegte er sein Atelier nach Berlin.
Seine Arbeitsschwerpunkte waren Landschaften und Porträts. Carl-Heinz Kliemann war Mitglied im Deutschen Künstlerbund.
Carl-Heinz Kliemann starb am 12. April 2016 im Alter von 91 Jahren in Berlin. Die Beisetzung fand am 25. April 2016 auf dem landeseigenen Friedhof Heerstraße in Berlin-Westend statt.

## Familie
Ein Sohn von Carl-Heinz Kliemann war der Kunsthistoriker Julian Kliemann (1949–2015), der viele Jahre in Italien tätig war.

## Ausstellungen
- 1994 Berlinische Galerie, „Arbeiten auf Papier“ (Katalog)
- 1995/1996 in Nürnberg (Germanisches Nationalmuseum), Karlsruhe, Hamburg, mit Katalog Werke und Dokumente
- 2004 Stiftung Stadtmuseum Berlin, „Der Maler in der Landschaft“, Carl-Heinz Kliemann zum 80. Geburtstag
- 2013 Städtisches Kunstmuseum Spendhaus Reutlingen, „Farbige Landschaften. Holzschnitte aus sieben Jahrzehnten“ (Katalog)[5]
- 2018 Kunsthaus Dahlem, „Carl-Heinz Kliemann – Frühe Werke“ in Kooperation mit der Stiftung Stadtmuseum Berlin[6]

## Ehrungen und Auszeichnungen
- 1950: Berliner Kunstpreis
- 1954: ars viva[7]
- 1959: Villa-Romana-Preis
- 1982: Verdienstkreuz am Bande der Bundesrepublik Deutschland

## Nachlass
Der künstlerische Nachlass befindet sich in der 2003 gegründeten Helga-und-Carl-Heinz Kliemann-Stiftung im Stadtmuseum Berlin. Ferner befinden sich einige persönliche Dokumente seit 1993 im Deutschen Kunstarchiv im Germanischen Nationalmuseum.